# Поле Бродмана 24
Поле Бродмана 24 — частина передньої поясної кори в головному мозку.

## У людини
В корі головного мозку людини ця ділянка відома як передньо-вентральне поясне поле 24 й належить до підрозділу цитоархітектонічно визначеної передньо-вентральної поясної кори (лат. cingularis anterior ventralis). Поле займає більшу частину передньої поясної звивини, яка утворює арку навколо коліна мозолистого тіла. Його зовнішня межа приблизно відповідає поясній борозні. Цитоархітектонічно воно обмежене інтернально передколінним полем 33, зовні дорсальним  переднім поясним полем 32, і каудально — задньо-вентральним поясним полем 23 та задньо-дорзальним поясним полем 31.
Френсіс Крик (англ. Francis Crick), один з першовідкривачів ДНК, зазначав поле 24 як вмістилище волі через його центральну роль у виникненні абулії.

## У мавп
У мавп ця ділянка називається Поле Бродмана 24 -1905. Вона охоплює частини поясної звивини і лобової частки. Кора тонка; слабкий внутрішній зернистий шар (IV), тому щільно розташовані об'ємні пірамідні клітини підшару 3Б зовнішнього пірамідального шару (III) зливаються з аналогічними клітинами внутрішнього пірамідного шару (V); мультиформний шар (VI) дуже тонкий (Бродман-1905). Цікаво, що Бродман пізніше, в 1909 р. розділив цю ділянку на два поля: поле Бродмана 24-1909 і Поле Бродмана 25 (Бродман-1909).

## Підрозділи
Надалі у дослідах на макаках-резус (лат. Macaca mulatta) Vogt та співавтори розділили поле на три ділянки (підполя):
- 24а: «примикає до мозолистої борозни»
- 24b: «має більш чітко визначені шари II і III, і Va»
- 24с: «нижній край передньої поясної борозни»

## Зображення

Анімація.
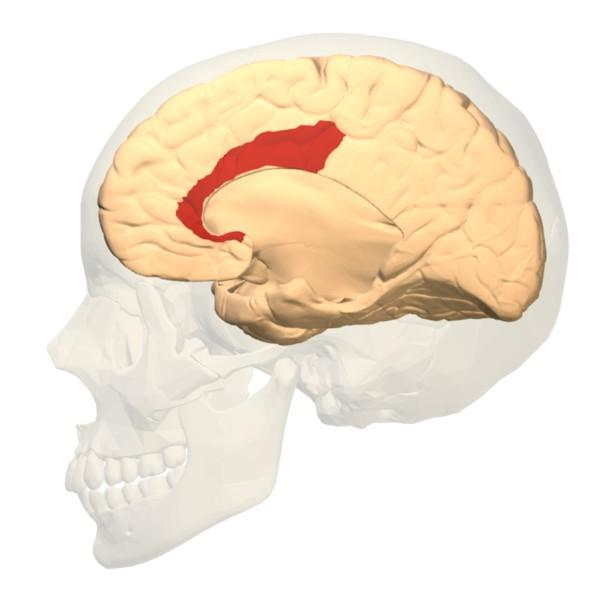
Медіальний вигляд.